# Jaroslav Mihalík
Jaroslav Mihalík (Spišská Nová Ves, 27 luglio 1994) è un calciatore slovacco, attaccante o centrocampista del Filjo Ladomerská Vieska.

## Caratteristiche tecniche
Ala sinistra, può giocare anche come esterno d'attacco destro o trequartista.

## Carriera

### Club
Il 13 gennaio 2016 passa allo Slavia Praga.

## Palmarès

### Club

#### Competizioni nazionali
- Campionato slovacco: 1

Žilina: 2011-2012
- Coppa di Slovacchia: 1

Žilina: 2011-2012
- Supercoppa di Slovacchia: 1

Žilina: 2012